# Sotalia amazońska
Sotalia amazońska, delfin amazoński (Sotalia fluviatilis) – gatunek ssaka z rodziny delfinowatych (Delphinidae).
Jedyny rodzaj Delphinidae, który pływa w wodzie słodkiej (są podgatunki żyjące w przybrzeżnej wodzie słonej). Gatunek ten jest zagrożony wyginięciem na skutek degradacji ekosystemu dorzecza Amazonki i Orinoko. Niektóre walenie rzeczne, także inia, delfin mały, czy suzu gangesowy odratowane od niebezpieczeństwa wpuszcza się do bezpiecznych dla nich sztucznych zbiorników wodnych.
Sotalia amazońska jest stosunkowo mała, wzdłuż szarych boków widoczne ma cienkie białe i jasnoróżowe pojedyncze paski.

## Taksonomia
Do niedawna wyróżniano dwa podgatunki sotalii amazońskiej: S. fluviatilis fluviatilis (Gervais & Deville, 1853) oraz S. fluviatilis guianensis (P.-J. van Bénéden, 1864). W wyniku badań przeprowadzonych przez Monteiro-Filho et al. w 2002 roku uznano, że są to odrębne gatunki: Sotalia fluviatilis i Sotalia guianensis.